# Luke Cage
Luke Cage és un personatge de ficció de còmic de l'univers Marvel, durant un temps va tenir el nom de Power Man. Apareix per primera vegada amb el nom de Luke Cage el juny del 1972 a Luke Cage, Hero for Hire numero 1. Creat per l'escriptor Archie Goodwin i el dibuixant John Romita Sr. És el primer personatge afroamerica en tenir una sèrie pròpia.

## Biografia de ficció
Luke Cage, és el sobrenom de Carl Lucas, nascut a Nova York va viure la seva infantesa i joventut a Harlem, un barri del nord de Manhattan. Lucas i el seu amic Willis Stryker perpetraven atracaments per sobreviure, aquests robatoris varen anar a més, Lucas usava els seus punys i Stryker la seva navalla, per cometre els robatoris amb violència. Davant el caire que agafaven les coses, Lucas va mirar de canviar de vida, però Stryker va fer que el detinguessin per tràfic de drogues i el varen tanca a la presó de Seagate. Aquest centre el dirigia un director incompetent i un capità corrupte, acompanyats per guardes amb un alt nivell de sadisme. Lucas que era un home orgullós defensava la seva innocència, si calia amb els punys, axó el portava a un enfrontament constant amb els guardes de la presó. Quan li varen oferir de participar en un projecta experimental científic, dissenyat per estimular les cèl·lules regeneradores a canvi d'obtenir la llibertat provisional, no ho va dubtar i es va presentar voluntari.
El guarda encarregat d'injectar-li la dosi experimental li va injectar per venjança, una dosis molt més elevada de la programada, el seu cos va reaccionar adquirint una força sobrehumana. Després d'enderrocar amb la seva força un mur de la presó, i de sortir il·lès d'un tiroteig en el qual les bales li rebotaven a la seva pell va tornar a Nova York. Va evitar un atracament i veient l'agraïment de la gent, va obrir una oficina on oferia els seus serveis com a heroi de lloguer i es va canviar el nom pel de Luke Cage. Com a heroi de lloguer es va enfrontar a Diamonback que no era d'altre que el seu antic soci Willis Stryker ara amb el nom canviat i associat al crim organitzat, les feines que li sortien no eren per guanyar-hi gaires diners i només li servia per anar subsistint. Algunes de les feines que va fer va ser la d'anar fins a Latveria, per cobrar-li un deute al Doctor Doom, durant un temps va substituir a La Cosa, al grup dels Quatre Fantàstics, l'editor del The Dayly Bugle, J. Jonah Jameson, el va contractar per capturar a Spiderman, també es va unir al grup dels Los Defensores. En un moment donat va decidir canviar-se el nom i dir-se Power Man, per poder usar aquest nom es va haver de barallar amb Atlas per dirimir quin dels dos es quedava amb el nom.

## Dades de Publicació
Luke Cage, es va publicar a Catalunya en castellà amb el nom de Powerman, per les editorials, Ediciones Vértice, S.A., Ediciones Surco i Editorial Planeta-DeAgostini, S.A. a la capçalera Héroes de Alquiler.
Publicacions de còmic on hi surt el personatge
| Nom                | Editorial                          | Any  | Format  | Enquadernació | Mides      | Números | Pàgines | Idioma   | Notes |
| ------------------ | ---------------------------------- | ---- | ------- | ------------- | ---------- | ------- | ------- | -------- | ----- |
| Power-Man          | Ediciones Vértice, S.A.            | 1977 | quadern | encolat       | 27 x 20 cm | 26      | 44      | castellà | V.1   |
| Powerman           | Ediciones Vértice, S.A.            | 1981 | quadern | grapa         | 27 x 20 cm | 4       | 40/36   | castellà |       |
| Power Man          | Ediciones Surco, S.A.              | 1983 | quadern | grapa         | 27 x 20 cm | 10      | 36      | castellà |       |
| Héroes de Alquiler | Editorial Planeta-DeAgostini, S.A. | 1998 | quadern | grapa         | 26 x 17 cm | 19      | 28/44   | castellà |       |